# Astragalus kunlunensis
Astragalus kunlunensis är en ärtväxtart som beskrevs av H.Ohba, S.Akiyama och S.K.Wu. Astragalus kunlunensis ingår i släktet vedlar, och familjen ärtväxter. Inga underarter finns listade i Catalogue of Life.